# Richard Hamming
Richard Wesley Hamming (Chicago, 11 febbraio 1915 – Monterey, 7 gennaio 1998) è stato un matematico statunitense, famoso per l'ideazione del Codice di Hamming.
Dopo il dottorato conseguito all'Università dell'Illinois nel 1942, Hamming fu professore all'Università di Louisville fino all'inizio della Seconda guerra mondiale. Nel 1945 fece parte del Progetto Manhattan, programmando uno dei calcolatori digitali per calcolare le soluzioni delle equazioni fornite dai fisici del progetto.
Nel 1968 ricevette il Premio Turing.